# Joaquim Beltrão
Joaquim Beltrão Siqueira, ou simplesmente Joaquim Beltrão (Maceió, 25 de outubro de 1957) é um engenheiro eletricista, agricultor e político brasileiro, ex-deputado federal pelo estado de Alagoas. É filiado ao Partido do Movimento Democrático Brasileiro (PMDB).
Foi pré-candidato a vice-governador de Alagoas na chapa encabeçada pelo ex-presidente da República Fernando Collor de Mello, do Partido Trabalhista Brasileiro (PTB]).
É ex-prefeito do município de Coruripe.